# 中央站 (华沙地铁)
中央站（波蘭語：Centrum）是波蘭华沙地铁1号线的一个地铁站，位于斯羅德米斯切區的阅兵广场下方，临近科学文化宫和华沙中央车站。该站由华沙首都国民议会于1983年12月16日命名，于1998年5月26日开通，为北端终点站。在2001年5月11日，1号线北延后，终点站移至Ratusz Arsenał站。

## 拓展链接
维基共享资源上的相關多媒體資源：中央站